# Henriette Heinze
Henriette Heinze (* 1973 in Zittau) ist eine deutsche Schauspielerin, die durch ihre Rolle der „Frau Siebenstein“ in der TV-Serie Siebenstein bekannt wurde.

## Leben
Henriette Heinze zog im Alter von vier Jahren mit ihren Eltern nach Berlin-Prenzlauer Berg, wo sie mit ihren beiden Kindern noch heute lebt. Sie besuchte die Staatliche Ballettschule Berlin und wurde an der Folkwang-Hochschule in Essen und an der Hochschule für Film und Fernsehen Potsdam zur Schauspielerin ausgebildet.
Nachdem Heinze zunächst am Theater gearbeitet hatte, spielte sie 1999 in Wege in die Nacht ihre erste Filmrolle, für die sie mit dem Deutschen Filmpreis als beste Nebendarstellerin ausgezeichnet wurde. Im selben Jahr erhielt sie außerdem den Darstellerpreis des Filmfestivals Max-Ophüls-Preis für Tolle Lage. Von 2004 bis 2019 sowie 2022 bis 2023 spielte sie die Titelrolle in der ZDF/KiKA-Kinderserie Siebenstein.

## Filmografie (Auswahl)
- 1999: Wege in die Nacht (Regie: Andreas Kleinert)
- 2000: Salamander (Regie: Barbara Gebler)
- 2000: Tolle Lage (Regie: Sören Voigt)
- 2000: Die innere Sicherheit (Regie: Christian Petzold)
- 2000: Schimanski: Tödliche Liebe (Regie: Andreas Kleinert)
- 2001: Himmlische Helden (Regie: Carsten Fiebeler)
- 2001: Rette deine Haut (Fernsehfilm, Regie: Lars Becker)
- 2001: Sperling (Fernsehreihe, Folge Sperling und das letzte Tabu)
- 2002: Vollgas (Regie: Sabine Derflinger)
- 2002: Ninas Geschichte (Regie: Joseph Orr)
- 2002: Bloch (Fernsehreihe, Folge Schwarzer Staub, Regie: Ed Herzog)
- 2002: Ich schenk dir einen Seitensprung (Fernsehfilm, Regie: Dominikus Probst)
- 2003: Ganz und gar (Regie: Marco Kreuzpaintner)
- 2003: Die Sitte (Fernsehreihe, Folge Blindes Verlangen)
- 2003: Ein Fall für zwei (Fernsehserie, Folge Bremsversagen)
- 2004: Zwei Männer und ein Baby (Fernsehfilm, Regie: Ilse Hofmann)
- 2004: Polizeiruf 110: Dumm wie Brot (Regie: Kai Wessel)
- 2004: SOKO Wismar (Fernsehreihe, Folge Geisterschiff)
- 2004–2019: Siebenstein (Fernsehserie, 168 Episoden, Regie: Jens-Peter Behrend)
- 2005: Küstenwache (Fernsehserie, Folge Das Erbe des Matrosen)
- 2005: Wolffs Revier (Fernsehreihe, Folge  Gebrannte Kinder)
- 2005: Nachtschicht (Fernsehreihe, Folge  Tod im Supermarkt)
- 2006: Der beste Lehrer der Welt (Fernsehfilm, Regie: Lars Becker)
- 2006: Auftauchen (Regie: Felicitas Korn)
- 2007: Liebe auf Kredit (Fernsehfilm, Regie: Michael Kreihsl)
- 2007: Tatort (Fernsehreihe, Folge Liebeshunger), (Regie: Thomas Bohn)
- 2007: Tatort (Folge Das namenlose Mädchen, Regie: Michael Gutmann)
- 2008: Schade um das schöne Geld (Fernsehfilm, Regie: Lars Becker)
- 2008: Tatort (Folge Krumme Hunde, Regie: Manfred Stelzer)
- 2008: Nachtgebet (Kurzfilm, Regie: Doreen Rechin)
- 2008: Ein Fall für zwei (Fernsehreihe, Folge Mörderische Fälschungen)
- 2011: Siebenstein Mini (Fernsehreihe)
- 2013: Der Weg nach San Jose (Regie: Roland Suso Richter)
- 2015: Rettet Raffi! (Regie: Arend Agthe)
- 2016: SOKO Leipzig (Fernsehreihe, Folge Bilder im Kopf)
- 2019: Zwischen uns die Mauer (Regie: Norbert Lechner)
- 2022–2023: Rudis Siebenstein (Fernsehserie)